# Richard Carter (Schauspieler)

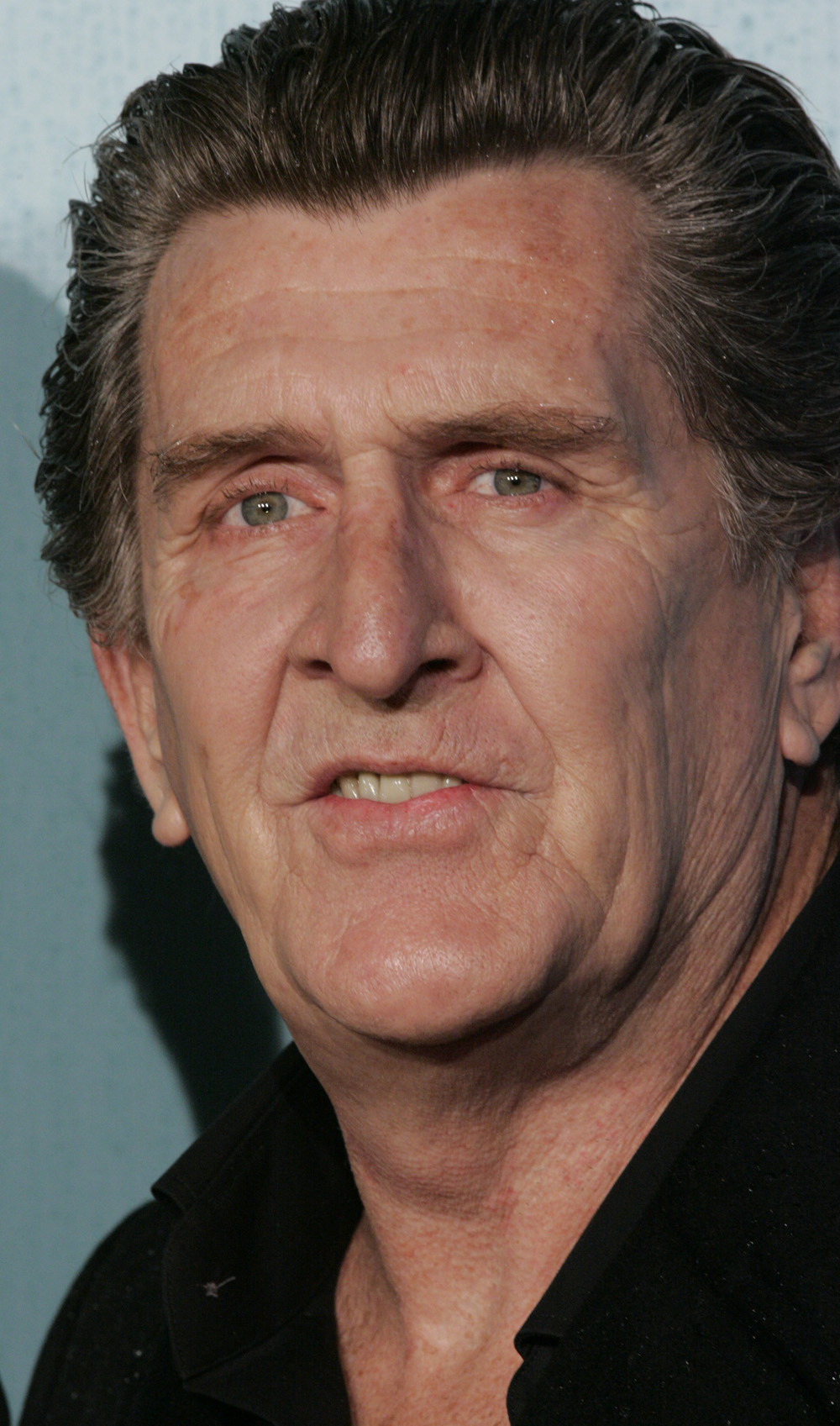
Richard Carter (2013)

Richard „Rick“ Carter (* 11. Dezember 1953 in Sydney, New South Wales; † 13. Juli 2019) war ein australischer Schauspieler.

## Leben und Karriere
Richard Carter wurde 1953 in der australischen Metropole Sydney geboren. Er spielte vorzugsweise in australischen Fernsehserien, Spielfilmen und Independent-Filmen mit. Im deutschsprachigen Raum ist er aus Serien wie Bangkok Hilton, sowie Filmen wie Muriels Hochzeit und Schweinchen Babe in der großen Stadt bekannt, in denen er stets als Polizeibeamter mitwirkte. In Mad Max: Fury Road aus dem Jahr 2015 spielte er die Rolle des Bullet Farmer, dies war zugleich seine letzte Filmrolle.
Richard Carter war seit 1991 mit seiner Frau Lindsey verheiratet. Das Paar hatte eine gemeinsame Tochter.

## Filmografie (Auswahl)
- 1983: Sons and Daughters (Fernsehserie)
- 1985: Traumhaus auf Raten (Emoh Ruo)
- 1986–1993: A Country Practice (Fernsehserie)
- 1987: Vietnam (Fernsehserie)
- 1988: Belinda
- 1989: Bangkok Hilton (Fernseh-Miniserie)
- 1994: Muriels Hochzeit (Muriel's Wedding)
- 1994: Flucht aus Absolom (No Escape)
- 1994–1996: G. P. (Fernsehserie)
- 1998: Schweinchen Babe in der großen Stadt (Babe: Pig in the City)
- 2002: Blue Heelers (Fernsehserie)
- 2002: Long Walk Home (Rabbit-Proof Fence)
- 2006–2008: Stupid Stupid Man (Fernsehserie)
- 2010–2014: Rake (Fernsehserie)
- 2013: Der große Gatsby (The Great Gatsby)
- 2015: Mad Max: Fury Road